# Notocrypta waigensis
Notocrypta waigensis là một loài bướm ngày thuộc họ Bướm nhảy. Nó được tìm thấy ở Indonesia (Irian Jaya, quần đảo Aru, quần đảo Kei), New Guinea và Queensland.
Sải cánh dài khoảng 40 mm.
Ấu trùng ăn various Zingiberaceae species, bao gồm Alpinia caerulea và Hornstedtia scottiana. Ấu trùng ở trong ống làm bằng lá cuốn và dính bằng tơ.

## Phụ loài
- Notocrypta waigensis waigensis
- Notocrypta waigensis proserpina